# All Saints Church (Deganwy)

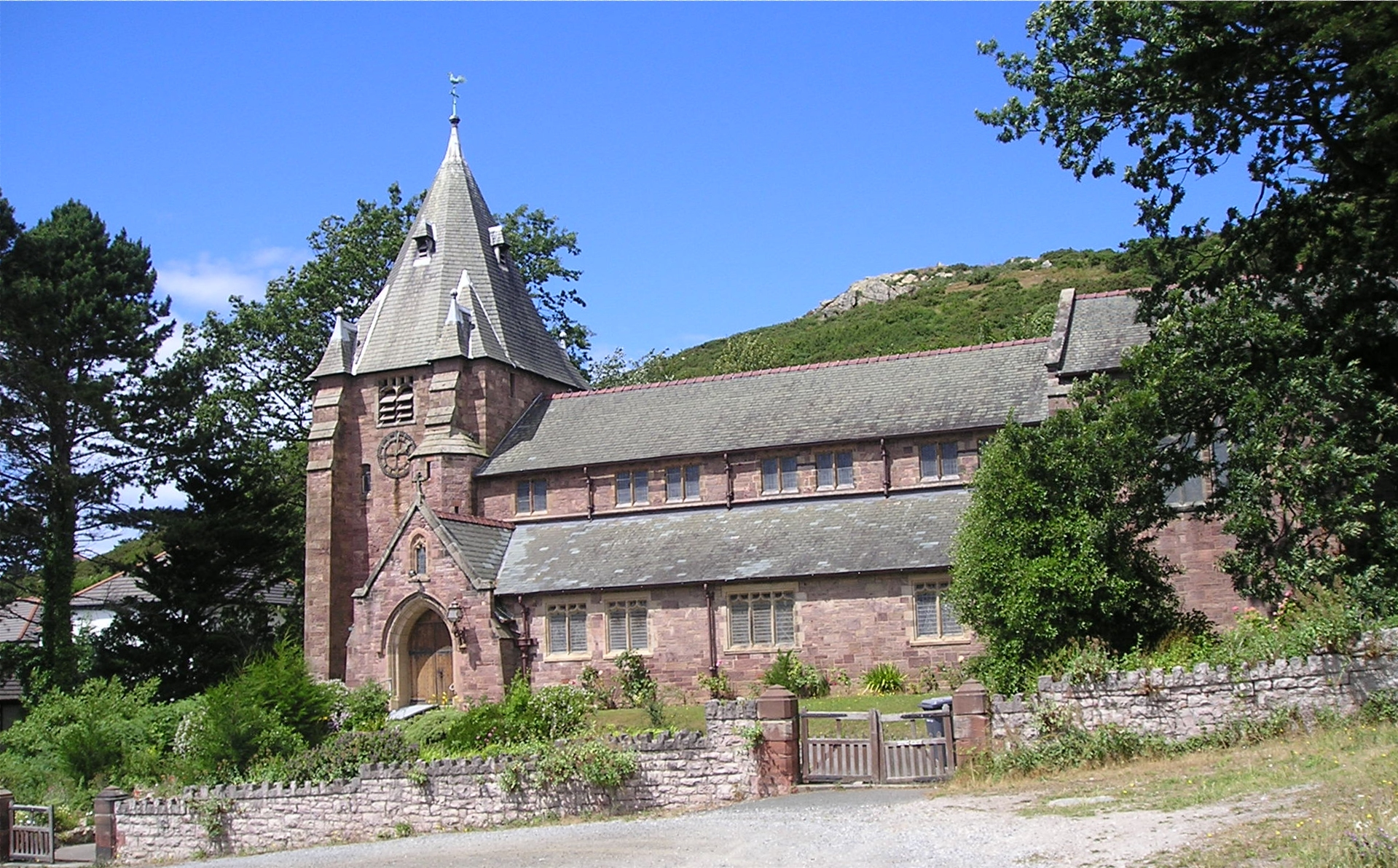

Die All Saints Church (Allerheiligenkirche) in Deganwy ist eine anglikanische Kirche in dem Ort Deganwy, Wales, auf einem Grundstück mit Blick auf die Conwy-Mündung.

## Beschreibung
Sie ist eine aktive anglikanische Kirche in dem Benefiziat Eglwysrhos (oder Llanrhos), im Dekanat Llanrwst, im Erzdiakonat St. Asaph und in der Diözese St. Asaph. Sie wurde von Cadw als denkmalgeschütztes Gebäude der Stufe II* eingestuft.
Die Kirche wurde als Gedächtniskirche durch Lady Augusta Mostyn nach einem Entwurf von John Douglas aus Chester an einem Ort mit Blick auf die Conwy-Mündung errichtet. Sie hat einen Obergaden, einen Chor, der höher als das Kirchenschiff ist, und einen Westturm.

## Orgel
Die Orgel mit zwei Manualen wurde von Alex Young and Sons aus Manchester im Jahr 1899 gebaut und im Jahr 1972 durch L. Reeves umgebaut.